# Mitsuyo Tani
Mitsuyo Tani (jap. 谷 美津代, Tani Mitsuyo; * um 1950) ist eine japanische Badmintonspielerin. 

## Karriere
Mitsuyo Tani stand bei den Canadian Open 1978 im Halbfinale des Damendoppels. Bei den japanischen Badmintonmeisterschaften 1980 gewann sie im Doppel Bronze. Bei den nationalen Studentenmeisterschaften war sie bereits 1972 erfolgreich gewesen, bei den Erwachsenenmeisterschaften 1980.